# Lac Iro
Pour les articles homonymes, voir Iro.
Le lac Iro est un lac situé en république du Tchad, au nord-est de la ville de Kyabé. Il est alimenté par les eaux du Bahr Salamat, un des affluents du fleuve Chari.
Il a donné son nom au département tchadien du Lac Iro.
Le lac Iro est presque circulaire, mesurant 13km de long et 11km de large. Il est suspecté d'être le cratère d'impact d'une météorite.